# حارة الحافة الشرقية (صنعاء)
حارة الحافة الشرقية هي إحدى حارات حي شعوب بمديرية شعوب إحد مديريات العاصمة اليمنية صنعاء، بلغ تعداد سكانها 820 نسمة حسب تعداد اليمن لعام 2004.